# Баньё (Алье)
Баньё (фр. Bagneux) — коммуна во Франции, находится в регионе Овернь. Департамент коммуны — Алье. Входит в состав кантона Западный Мулен. Округ коммуны — Мулен.
Код INSEE коммуны — 03015.

## Население
Население коммуны на 2008 год составляло 288 человек.
| 1962 | 1968 | 1975 | 1982 | 1990 | 1999 | 2008 |
| ---- | ---- | ---- | ---- | ---- | ---- | ---- |
| 258  | 293  | 240  | 234  | 276  | 280  | 288  |

## Экономика
В 2007 году среди 167 человек в трудоспособном возрасте (15—64 лет) 141 были экономически активными, 26 — неактивными (показатель активности — 84,4 %, в 1999 году было 72,2 %). Из 141 активных работали 134 человека (74 мужчины и 60 женщин), безработных было 7 (3 мужчин и 4 женщины). Среди 26 неактивных 7 человек были учащимися или студентами, 12 — пенсионерами, 7 были неактивными по другим причинам.

## Достопримечательности
- Романская церковь Сен-Пол
- Замок в стиле «мотт и бейли»